# Grego lócrio
| Grupo ocidental: dórico grego do noroeste | Grupo central: eólico arcado-cipriota | Grupo oriental: ático jônico |
| aqueu                                     |                                       |                              |

O dialeto lócrio ou locrense (em grego: Λοκρική διάλεκτος, transl. Lokrikí diálektos) é um dialeto do grego antigo, que era falado pelos lócrios, povo que habiava a região da Lócrida, na Grécia central. Costuma ser classificado como um subdialeto do grego do noroeste, que por sua vez pertence ao mesmo grupo do dórico. Os lócrios dividiam-se em duas tribos, os lócrios ózolas e os opúncios, de maneira que o dialeto também se dividia em duas variantes, que recebiam os respectivos nomes das tribos que as falavam. As características de ambos os dialetos foram descritas no projeto Inscriptiones Graecae.

## Características

### Lócrio ózola
- O Dativo plural da terceira declinação termina em -οις (-ois), em vez de -σι (-si), uma característica do grego do noroeste, ex.: πάντοις, pantois — πᾶσι, pasi; μειόνοις, meionois — μείοσι, meiosi
- O adjetivo διπλειός, dipleios é usado no lugar de διπλοῦς, diplous
- Assimilação do κ (k) na preposição ἐκ (ek) com a primeira consoante da palavra seguinte, por exemplo, ἐλ λιμένος, e(l) limenos — ἐκ λιμένος, ek limenos ("do porto")
- Preposição κατά (katá) + genitivo, em vez de acusativo, por exemplo, καθ'ὧν (kath'ōn), e não καθ'ἅ (kath'a)

### Lócrio opúncio
- O dativo plural da terceira declinação termina em -εσσι (-essi), em vez de -οις (-ois), uma característica eólica que também podia ser encontrada no dialeto fócio; ex.: Κεφαλλάνεσσι (Kephallanessi), χρημάτεσσι (chrêmatessi)
- O infinitivo termina em -εν (-en), e não em -ειν (-ein), como ἀναγράφεν anagraphen — e não ἀναγράφειν (anagraphein)
- Os patronímicos variam de acordo com o nome que definem, uma característica eólica, como Δαναΐς Νικοτελεία (Danais Nikoteleia) no lugar de Δαναΐς Νικοτέλους (Danais Nikotelous)
- Preposição κατά (katá) + genitivo, em vez do acusativo; ex.: καθ'ὧν (kath'ōn), e não καθ'ἅ (kath'a)